# Ровки (Хмельницкая область)
Ровки (укр. Рівки) — село в Славутском районе Хмельницкой области Украины.
Население по переписи 2001 года составляло 571 человек. Почтовый индекс — 30024. Телефонный код — 3842. Занимает площадь 1,82 км². Код КОАТУУ — 6823981503.

## Местный совет
30023, Хмельницкая обл., Славутский р-н, с. Великий Скнит